# Каперсы колючие
Каперсы колючие (лат. Capparis spinosa) — травянистое растение; типовой вид рода Каперсы (Capparis) семейства Каперсовые. Овощная культура: маринуют нераспустившиеся цветочные бутоны, в которых содержатся белки, масло, витамины. Дикорастущие каперсы в кулинарных целях используют в Европе, Северной Африке, Северной Америке, Индии и в Дагестане.

## Ботаническое описание

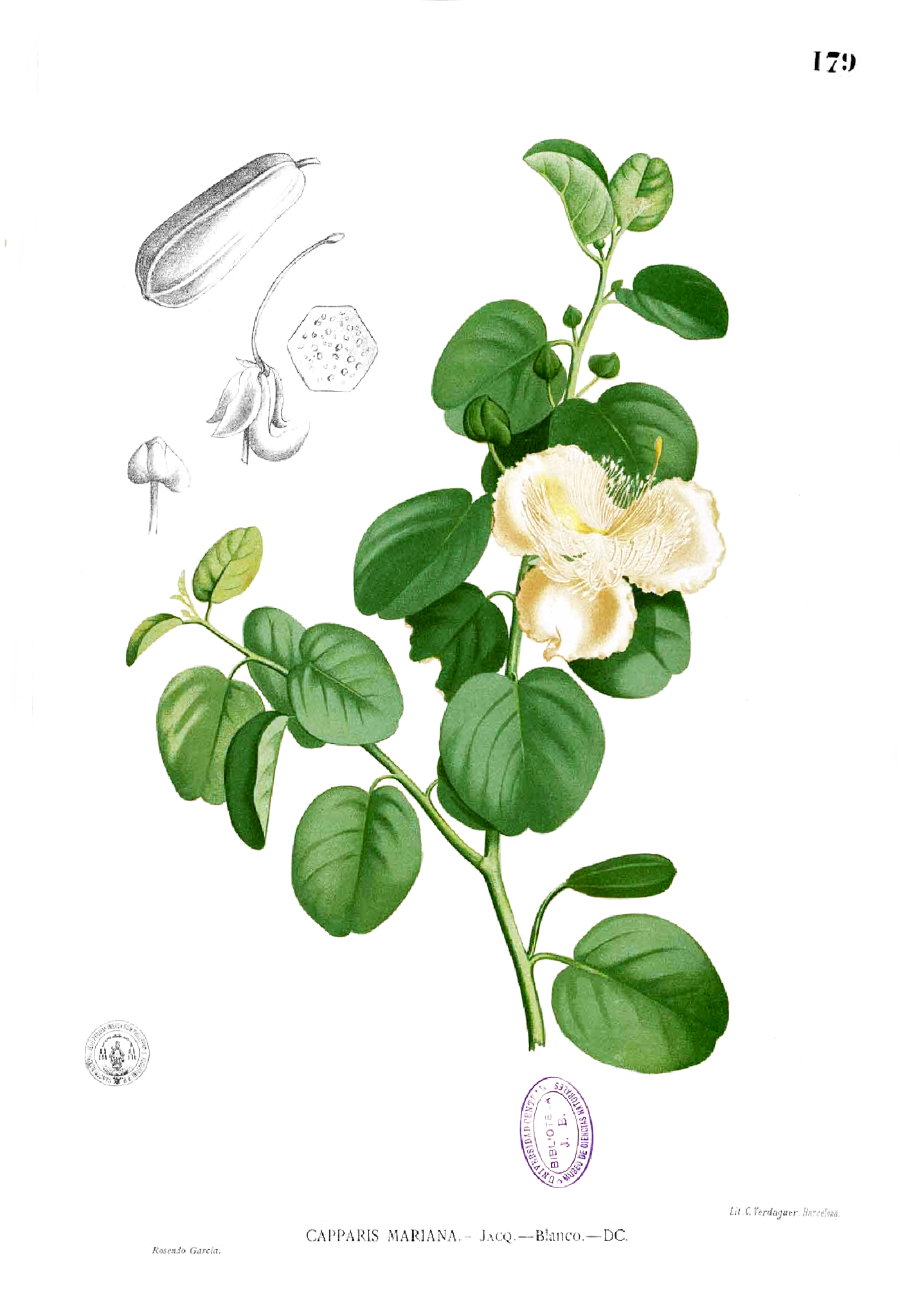

Многолетнее травянистое растение с мощной корневой системой.
Стебли стелющиеся, длиной до 1,5 м.
Листья округлые, обратнояйцевидные, с колючими прилистниками и короткими черешками. Листорасположение очерёдное.
Цветки одиночные, 5—8 см в диаметре, с белыми, розовыми или желтоватыми лепестками, расположены в пазухах листьев на длинных цветоножках. Чашечка и венчик четырёхчленные, тычинок много, пестик один, с завязью на длинной (3—5 см) ножке. Цветёт с мая до осени.
Плоды — продолговатые, 2—4 см длиной, мясистые ягодообразные многосемянные коробочки, зелёные снаружи, ярко-красные внутри, с бурыми семенами. Созревание плодов растянуто с июня до октября.
Опыляется насекомыми, такими как пчелы-плотники. Размножается семенами. В распространении семян главную роль играют животные. Плодоношение наступает на пятый год.
Продолжительность жизни особи — более 50 лет.

## Распространение и среда обитания
Растёт в Крыму, на Кавказе, в Казахстане и Средней Азии.
Встречается в глинистых и каменистых пустынях, в нижних поясах гор, на щебнистых россыпях, развалинах построек. Переносит засоление.
Глубоко идущие длинные корни позволяют растению переживать продолжительные засухи и высокую температуру.

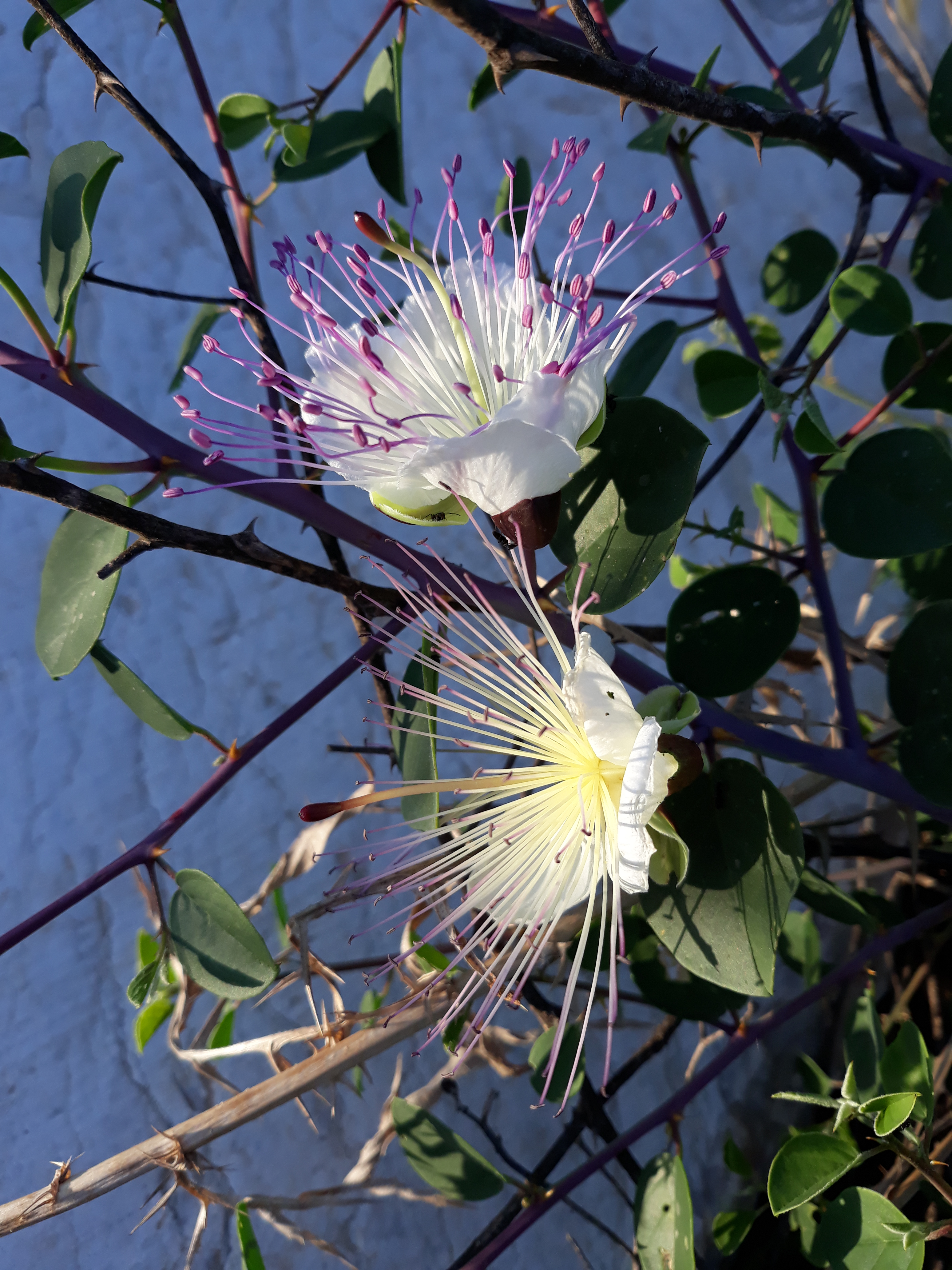
Цветы каперса колючего

## Химический состав
В цветущих почках содержится 100—150 мг аскорбиновой кислоты, в незрелых плодах 56,5 мг, в зрелых 26 мг. В цветочных почках содержится 86—88 % воды, в абсолютно сухом веществе в процентах: азотсодержащих веществ 22—32, жира 3,3—4,2, БЭВ 37,5—54,5. Также в них в количестве около 0,32 % содержится глюкозид рутин ({\displaystyle {\ce {C27H30O16}}}). В семенах содержится 34—36 % жирного полувысыхающего масла.

## Хозяйственное значение и применение
Пищевое растение, возделывается.
В кулинарии (особенно в средиземноморской, итальянской, испанской, французской кухнях) используются нераспустившиеся цветочные бутоны, а также плоды растения.
Бутоны сортируют по размеру, подвяливают в течение ночи, а затем солят, маринуют, иногда консервируют в уксусе и растительном масле. Считается, что мелкие каперсы имеют более нежный, а крупные — более пряный вкус. Иногда перед приготовлением солёные каперсы предварительно вымачивают, промывают или ошпаривают для удаления избытков соли. Вкус пикантный, островатый, слегка терпкий, кисловатый, немного горчичный. Имеют сильный аромат благодаря горчичному маслу, которое появляется при растирании стебля растения.
Спелые плоды каперсового куста можно употреблять сырыми. Они представляют собой стручковидные ягоды с красноватой мякотью, похожи на маленькие полосатые огурчики — капперони.
На территории бывшего СССР культивируется на Северном Кавказе, в Закавказье, Средней Азии и Крыму. В Крыму каперсник обычен на бесплодных сланцевых скалах Южного берега от Балаклавы до Феодосии.
Цветочные бутоны, сорванные до полного распускания, замаринованные в уксусе, и являются теми каперсами, ради которых это растение выращивают в культуре. Маринованные бутоны употребляют как пряную приправу. В них содержится 21—29 % белковых веществ, 3,8—4,6 % жира, 0,32 % рутина, 150 мг% аскорбиновой кислоты, эфирное масло, пектин и другие полезные для организма соединения. На Кавказе бутоны собирают как для местного употребления, так и для производства консервов.
Плоды едят свежими; раньше их сушили и употребляли зимой вместо сахара. Мякоть их очень сладкая (до 12 % сахаров), сходна по вкусу с арбузом. В семенах до 18 % белка и 25—36 % полувысыхающего жирного масла, пригодного для пищевого использования.
Используют каперсы и в народной медицине. Свежие части каперсов обладают мочегонным, антисептическим и обезболивающим свойствами. Плоды используют при заболеваниях щитовидной железы, геморрое, болезнях дёсен и зубной боли. Соком каперсов лечат незаживающие раны, а настоем и отваром молодых листьев и побегов каперсника — сахарный диабет. Кору свежих корней растения жуют при заболеваниях полости рта и зубной боли. Отвар коры корней употребляют при ипохондрии, истерических припадках, параличе, болезнях селезёнки и при простудной и ревматической ломоте.
В состав каперсов входит рутин, поэтому их применяют при повышенном артериальном давлении. Отвар цветков, коры и корней каперсника используют для улучшения сердечной деятельности, при болях разного характера и неврозах.
На Кавказе иногда употребляют как приправу и холодную закуску квашеные молодые ветви с цветками. В некоторых рецептах вместо каперсов могут использоваться недозрелые зелёные завязи плодов настурции. Кавказские джонджоли иногда путают с каперсами.
Корни используют также в кустарном промысле для окраски шёлка в зелёные и коричневые тона.
Хороший медонос.
Декоративное растение.
В Австрии, во Франции между Тулоном и Марселем в трёх небольших деревушках вывели разновидность без колючек-прилистников, но эта новинка не оправдала ожиданий и оказалась менее выносливой и менее плодоносящей.

## Подвиды
- Capparis spinosa subsp. rupestris
- Capparis spinosa subsp. spinosa